# Сімферопольський мусульманський комітет
Сімферопольський мусульманський комітет —кримськотатарська колабораціоністська  організація, що діяла на боці нацистської Німеччини на території окупованого Криму в роки Другої світової війни. Як підкреслювало керівництво комітету, їхніми цілями були підтримка Німеччини (зокрема, у формі організації добровільних загонів, пошуку партизанів та комуністів), боротьба з євреями та радянською владою.

## Створення
Незабаром після зайняття півострова Крим німецькими військами, за згодою окупаційної влади, стали створюватися національні комітети, які з одного боку представляли інтереси різних етнічних груп півострова, а з іншого — використовувалися окупаційною владою як інструмент впливу на представників відповідних народів, які проживали в Криму. Одним із перших був створений Мусульманський комітет, утворений наприкінці грудня 1941 року в Бахчисараї. Незабаром комітет перебазувався до Сімферополя і став називатися Сімферопольським мусульманським комітетом.
При штабі 11-ї армії вермахту в Криму було створено представництво Міністерства закордонних справ, представником був призначений провідний співробітник МЗС майор Вернер Отто фон Хентіг. На нього покладалася координація робіт верховного командування Вермахту, МЗС та репресивних структур із залучення кримських татар до антирадянської боротьби. Хентіг брав участь у формуванні Сімферопольського мусульманського комітету 23 листопада 1941 року. До керівництва першого складу комітету увійшли Джеміль Абдурешідов, Ільмі Керменчіклі та Мемет Османов.
3 січня 1942 року відбулася перша нарада комітету у Сімферополі під головуванням Джеміля Абдурешітова. У січні 1942 року його заступником став Ільмі Керменчіклі. Комітет складався з 18 осіб: президента, двох його заступників та п'ятнадцяти членів, які відповідають за певний напрямок діяльності. Кандидати у члени комітету затверджувалися начальником поліції безпеки та ЦД генерального округу «Таврія». Головна мета створення комітету – сприяння функціонуванню органів німецької окупаційної адміністрації у всіх сферах їхньої діяльності.
Незважаючи на досить лояльне (особливо спочатку) ставлення окупаційної влади до кримських татар, комітету не було дозволено називатися "кримськотатарським" або "татарським", а також поширити свою діяльність на всю територію Криму.

## Структура
Особовий склад комітету налічував 18 осіб: президента, двох заступників президента та п'ятнадцяти членів, кожен з яких відповідав за певне коло питань. Комітет складався з п'яти відділів:
- Відділ боротьби з «бандитами» (під якими малися на увазі радянські партизани) — займався збором відомостей про партизанські загони, комуністів та ін. Координував дії зі службами начальника поліції безпеки та ЦД;
- Відділ з комплектування добровольчих формувань;
- Відділ з надання допомоги сім'ям добровольців — постачання співробітників мусульманського комітету, родичів та сімей добровольців, які служили в частинах вермахту та поліції, а також нужденних татар;
- Відділ з пропаганди та агітації (зокрема, голові відділу підпорядковувався персонал редакції газети «Азат К'рим»);
- Відділ релігії ( нім. Religionsdezernat ), який займався духовним опікуванням татарських добровольців. Цей відділ швидко набув репутації найвищого релігійного авторитету кримських мусульман[2].

Зазвичай штатний розклад кожного відділу налічував від чотирьох до п'яти посад: керівника, заступника керівника, секретаря відділу, писаря, перекладача та машиніста. У складі пропагандистських відділів, які вважалися найважливішими, також вважалося місце штатного пропагандиста. Робота персоналу кожного відділу велася не на громадських засадах, а за відповідну винагороду: розмір грошової платні у голови комітету та його заступників становив 1100 рублів, у керівника відділу платня досягала 800-900 окупаційних рублів, у секретаря відділу - до 50. Як випливає зі звіту начальника німецької поліції безпеки та ЦД, повний обсяг фонду заробітної плати Сімферопольського мусульманського комітету в 1943 досягав майже 140 тисяч окупаційних рублів або майже 12 тисяч рублів на місяць.
Всі районні мусульманські комітети мали аналогічну ієрархію і у своїх діях неофіційно керувалися приписами Сімферопольського комітету. Німецька військова адміністрація їх активно використовувала як інструмент пропаганди та мобілізації. Їхні релігійні відділи самим своїм існуванням служили виправданням співпраці з нацистами з погляду ісламу .
Члени Комітету публікували статті у своїй газеті «Азат К'рим», невід'ємним змістом якої був антисемітизм . Так, у січні 1943 року Мустафа Куртієв писав: "Азат К'рим", який став дороговказним маяком для наших комітетів, відіграв велику роль у добровільному залученні татарської молоді до німецької армії…", "без високого врожаю ми не зможемо допомогти переможній спеціально розореною євреями-більшовиками країни…", «АК вважає своїм першим завданням доводити до населення всі повідомлення та накази Німецького головнокомандування», "Ми вважаємо, що свободу друку ми отримали лише з милості наших визволителів, за що приносимо подяку фюреру Адольфу Гітлеру".
У 1944 році НКВС СРСР повідомляв, що комітет "мав свої філії у всіх татарських районах Криму, вербував шпигунську агентуру для закидання в наш тил, мобілізував добровольців у створену німцями татарську дивізію, відправляв місцеве, не татарське населення для роботи до Німеччини, переслідував налаштованих осіб, зраджуючи їх каральним органам окупаційної влади, і організовував цькування росіян", "комітети брали активну участь разом із німецькою поліцією в організації викрадення до Німеччини понад 50 тисяч радянських громадян; проводили збір коштів і речей серед населення для німецької армії і проводили у великому масштабі зрадницьку роботу проти місцевого нетатарського населення, всіляко утискуючи його», "діяльність „татарських національних комітетів“ підтримувалася татарським населенням, якому німецька окупаційна влада надавала всілякі пільги та".